# Nathalie Giannitrapani
Nathalie Giannitrapani, znana jako Nathalie, ur. 16 grudnia 1979 w Rzymie) – włoska piosenkarka muzyki pop.
Zwycięzca włoskiej 4 edycji X Factor.

## Życiorys
Urodziła się w Rzymie. Jej matka ma pochodzenie belgijskie wraz ojciec pochodzi z Tunezji. Do szkoły muzycznej zaczęła uczęszczać w wieku 13 lat. W wieku 15 lat zaczęła pisać własne piosenki.

## Kariera muzyczna
W 1998 roku zajęła trzecie miejsce w konkursie Aperto Spazio. W 2002 roku na Festival Fuoritempo otrzymała nagrodę "najlepsza piosenka". W tym samym roku założyła swój pierwszy zespół wraz z artystami Marco Parente, La Crus i Max Gazzè. Od 2003 do 2004 roku należała do nu metalowego zespołu Damage Done. W 2005 roku uczestniczyła w Biella Festival w którym zajęła drugie miejsce. Rok później była laureatką szóstej edycji MArteLive. W 2010 roku wzięła udział w X Factor.

## X Factor
W 2010 roku wzięła udział w 4 edycji X Factor. Umieszczono ją w kategorii +25 prowadzony przez Elio. W finałowym odcinku, 23 listopada 2010 została ogłoszona zwycięzcą 4 edycji. Wygrała 300 tys.€ i kontrakt z Sony Music.

## Dyskografia

### Album
- In punta di piedi - 2010
- Vivo sospesa - 2011

### Single
- In punta di piedi - 2010
- Vivo sospesa - 2011
- Sogno freddo - 2011
- Mucchi di gente - 2011